# Historique du parcours européen du KAA La Gantoise
 (mars 2025).
Cet article présente les différentes campagnes européennes réalisées par le KAA La Gantoise depuis 1963.
Depuis sa fondation en 1900, le KAA La Gantoise a participé :
- 3 fois à la Ligue des champions (2 Troisième tour de qualification, 1 Huitième de finale),
- 2 fois à la Coupe d'Europe des vainqueurs de Coupe (1 Seizième de finale, 1 Premier tour),
- 3 fois à la Ligue Europa (1 Phase de groupe et 2 Troisièmes tours préliminaires),
- 6 fois à la Coupe UEFA (1 Quart de finale, 1 Huitième de finale, 2 Trente-deuxièmes de finale),
- 3 fois à la Coupe des villes de foires (2 Huitièmes de finale, 1 Trente-deuxième de finale),
- 6 fois à la Coupe Intertoto (1 Demi-finale, 4 Troisièmes tours, 1 Deuxième tour).

## 1963-1964
Coupe des villes de foires :
|   | Tour               | Club       | Aller | Total | Retour | Club            |   |
| - | ------------------ | ---------- | ----- | ----- | ------ | --------------- | - |
| 1 | Huitième de finale | FC Cologne | 3-1   | 4-2   | 1-1    | KAA La Gantoise | 2 |

## 1964-1965
Coupe d'Europe des vainqueurs de coupes :
|   | Tour         | Club            | Aller | Total | Retour | Club            |   |
| - | ------------ | --------------- | ----- | ----- | ------ | --------------- | - |
| 3 | Premier tour | KAA La Gantoise | 0-1   | 1-2   | 1-1    | West Ham United | 4 |

## 1966-1967
Coupe des villes de foires :
|   | Tour               | Club            | Aller | Total | Retour   | Club                  |   |
| - | ------------------ | --------------- | ----- | ----- | -------- | --------------------- | - |
| 5 | Seizième de finale | KAA La Gantoise | 1-0   | 1-0   | 0-0      | Girondins de Bordeaux | 6 |
| 7 | Huitième de finale | Kilmarnock FC   | 1-0   | 3-1   | 2-1 a.p. | KAA La Gantoise       | 8 |

## 1970-1971
Coupe des villes de foires :
|   | Tour                      | Club            | Aller | Total | Retour | Club        |    |
| - | ------------------------- | --------------- | ----- | ----- | ------ | ----------- | -- |
| 9 | Trente-deuxième de finale | KAA La Gantoise | 0-1   | 1-8   | 1-7    | Hambourg SV | 10 |

## 1982-1983
Coupe UEFA :
|    | Tour                      | Club        | Aller | Total | Retour | Club            |    |
| -- | ------------------------- | ----------- | ----- | ----- | ------ | --------------- | -- |
| 11 | Trente-deuxième de finale | HFC Haarlem | 2-1   | 5-4   | 3-3    | KAA La Gantoise | 12 |

## 1983-1984
Coupe UEFA :
|    | Tour                      | Club            | Aller | Total | Retour   | Club    |    |
| -- | ------------------------- | --------------- | ----- | ----- | -------- | ------- | -- |
| 13 | Trente-deuxième de finale | KAA La Gantoise | 1-1   | 2-3   | 1-2 a.p. | RC Lens | 14 |

## 1984-1985
Coupe d'Europe des vainqueurs de coupes :
|    | Tour               | Club            | Aller | Total | Retour | Club           |    |
| -- | ------------------ | --------------- | ----- | ----- | ------ | -------------- | -- |
| 15 | Seizième de finale | KAA La Gantoise | 1-0   | 1-3   | 0-3    | Celtic Glasgow | 16 |

## 1986-1987
Coupe UEFA :
|    | Tour                      | Club                  | Aller | Total | Retour | Club            |    |
| -- | ------------------------- | --------------------- | ----- | ----- | ------ | --------------- | -- |
| 17 | Trente-deuxième de finale | AS La Jeunesse d'Esch | 1-2   | 2-3   | 1-1    | KAA La Gantoise | 18 |
| 19 | Seizième de finale        | Sportul Studenţesc    | 0-3   | 1-4   | 1-1    | KAA La Gantoise | 20 |
| 21 | Huitième de finale        | KAA La Gantoise       | 0-1   | 0-5   | 0-4    | IFK Göteborg    | 22 |

## 1991-1992
Coupe UEFA :
|    | Tour                      | Club            | Aller | Total | Retour   | Club                |    |
| -- | ------------------------- | --------------- | ----- | ----- | -------- | ------------------- | -- |
| 23 | Trente-deuxième de finale | KAA La Gantoise | 0-1   | 1*-1  | 1-0 a.p. | Lausanne-Sport      | 24 |
| 25 | Seizième de finale        | KAA La Gantoise | 0-0   | 1-0   | 1-0      | Eintracht Francfort | 26 |
| 27 | Huitième de finale        | KAA La Gantoise | 2-0   | 2-0   | 0-0      | Dynamo Moscou       | 28 |
| 29 | Quart de finale           | KAA La Gantoise | 0-0   | 0-3   | 0-3      | Ajax Amsterdam      | 30 |

* Qualification aux T.a.b.

## 2000-2001
Coupe UEFA :
|    | Tour              | Club            | Aller | Total | Retour | Club            |    |
| -- | ----------------- | --------------- | ----- | ----- | ------ | --------------- | -- |
| 31 | Tour préliminaire | ÍA Akranes      | 2-3   | 2-6   | 0-3    | KAA La Gantoise | 32 |
| 33 | Premier tour      | KAA La Gantoise | 0-6   | 0-9   | 0-3    | Ajax Amsterdam  | 34 |

## 2001-2002
Coupe Intertoto :
|  | Tour           | Club            | Aller | Total | Retour | Club                |  |
|  | -------------- | --------------- | ----- | ----- | ------ | ------------------- |  |
|  | Deuxième tour  | NK Čelik Zenica | 1-0   | 1-2   | 0-2    | KAA La Gantoise     |  |
|  | Troisième tour | Werder Brême    | 2-3   | 3-3E  | 1-0    | KAA La Gantoise     |  |
|  | Demi-finale    | KAA La Gantoise | 0-0   | 1-7   | 1-7    | Paris Saint-Germain |  |

## 2002-2003
Coupe Intertoto :
|  | Tour           | Club            | Aller | Total | Retour | Club                   |  |
|  | -------------- | --------------- | ----- | ----- | ------ | ---------------------- |  |
|  | Deuxième tour  | KAA La Gantoise | 2-0   | 3E-3  | 1-3    | St. Patrick's Athletic |  |
|  | Troisième tour | Málaga CF       | 3-0   | 4-1   | 1-1    | KAA La Gantoise        |  |

## 2004-2005
Coupe Intertoto :
|  | Tour          | Club             | Aller | Total | Retour   | Club             |  |
|  | ------------- | ---------------- | ----- | ----- | -------- | ---------------- |  |
|  | Premier tour  | KAA La Gantoise  | 2-1   | 3-1   | 1-0      | Fylkir Reykjavík |  |
|  | Deuxième tour | FK Vardar Skopje | 1-0   | 1*-1  | 0-1 a.p. | KAA La Gantoise  |  |

* Qualification aux T.a.b.

## 2005-2006
Coupe Intertoto :
|  | Tour           | Club            | Aller | Total | Retour | Club            |  |
|  | -------------- | --------------- | ----- | ----- | ------ | --------------- |  |
|  | Premier tour   | Bohemian FC     | 1-0   | 2-3   | 1-3    | KAA La Gantoise |  |
|  | Deuxième tour  | KAA La Gantoise | 1-0   | 1-0   | 0-0    | FC Tescoma Zlín |  |
|  | Troisième tour | KAA La Gantoise | 0-0   | 0-2   | 0-2    | Valence CF      |  |

## 2006-2007
Coupe Intertoto :
|  | Tour           | Club                    | Aller | Total | Retour | Club            |  |
|  | -------------- | ----------------------- | ----- | ----- | ------ | --------------- |  |
|  | Troisième tour | Grasshopper-Club Zürich | 2-1   | 3-2   | 1-1    | KAA La Gantoise |  |

## 2007-2008
Coupe Intertoto :
|  | Tour           | Club            | Aller | Total | Retour | Club            |  |
|  | -------------- | --------------- | ----- | ----- | ------ | --------------- |  |
|  | Deuxième tour  | KAA La Gantoise | 2-0   | 6-0   | 4-0    | Cliftonville FC |  |
|  | Troisième tour | KAA La Gantoise | 1-1   | 2-3   | 1-2    | AaB Ålborg      |  |

## 2008-2009
Coupe UEFA :
|    | Tour                       | Club            | Aller | Total | Retour | Club      |    |
| -- | -------------------------- | --------------- | ----- | ----- | ------ | --------- | -- |
| 35 | Deuxième tour préliminaire | KAA La Gantoise | 2-1   | 2-5   | 0-4    | Kalmar FF | 36 |

## 2009-2010
Ligue Europa :
|    | Tour                        | Club               | Aller | Total | Retour | Club            |    |
| -- | --------------------------- | ------------------ | ----- | ----- | ------ | --------------- | -- |
| 37 | Deuxième tour préliminaire  | Naftan Novopolotsk | 2-1   | 2-2E  | 0-1    | KAA La Gantoise | 38 |
| 39 | Troisième tour préliminaire | AS Rome            | 3-1   | 10-2  | 7-1    | KAA La Gantoise | 40 |

## 2010-2011
Ligue des champions :
|    | Tour                            | Club        | Aller | Total | Retour | Club            |    |
| -- | ------------------------------- | ----------- | ----- | ----- | ------ | --------------- | -- |
| 41 | Troisième tour de qualification | Dynamo Kiev | 3-0   | 6-1   | 3-1    | KAA La Gantoise | 42 |

Ligue Europa :
|    | Tour                              | Club                | Aller | Total | Retour | Club            |    |
| -- | --------------------------------- | ------------------- | ----- | ----- | ------ | --------------- | -- |
| 43 | Barrages                          | Feyenoord Rotterdam | 1-0   | 1-2   | 0-2    | KAA La Gantoise | 44 |
| 45 | Phase de poules, groupe C : J1/J5 | Levski Sofia        | 3-2   |       | 0-1    | KAA La Gantoise | 49 |
| 46 | Phase de poules, groupe C : J2/J6 | KAA La Gantoise     | 1-1   |       | 0-3    | Lille OSC       | 50 |
| 47 | Phase de poules, groupe C : J3/J4 | Sporting Portugal   | 5-1   |       | 1-3    | KAA La Gantoise | 48 |

## 2012-2013
Ligue Europa :
|    | Tour                            | Club              | Aller | Total | Retour | Club            |    |
| -- | ------------------------------- | ----------------- | ----- | ----- | ------ | --------------- | -- |
| 51 | Deuxième tour de qualification  | FC Differdange 03 | 0-1   | 2-4   | 2-3    | KAA La Gantoise | 52 |
| 53 | Troisième tour de qualification | Videoton FC       | 1-0   | 4-0   | 3-0    | KAA La Gantoise | 54 |

## 2015-2016
Ligue des champions :
|    | Tour                              | Club                     | Aller | Total | Retour | Club               |    |
| -- | --------------------------------- | ------------------------ | ----- | ----- | ------ | ------------------ | -- |
| 55 | Phase de poules, groupe H : J1/J5 | KAA La Gantoise          | 1-1   |       | 2-1    | Olympique lyonnais | 59 |
| 56 | Phase de poules, groupe H : J2/J6 | Zénith Saint-Pétersbourg | 2-1   |       | 1-2    | KAA La Gantoise    | 60 |
| 57 | Phase de poules, groupe H : J3/J4 | Valence CF               | 2-1   |       | 0-1    | KAA La Gantoise    | 58 |
| 61 | 1/8 de finale                     | KAA La Gantoise          | 2-3   | 2-4   | 0-1    | VfL Wolfsbourg     | 62 |

## 2016-2017
Ligue Europa :
|    | Tour                              | Club             | Aller | Total | Retour | Club                  |    |
| -- | --------------------------------- | ---------------- | ----- | ----- | ------ | --------------------- | -- |
| 63 | Troisième tour de qualification   | KAA La Gantoise  | 5-0   | 5-0   | 0-0    | FC Viitorul Constanța | 64 |
| 65 | Barrages                          | KAA La Gantoise  | 2-1   | 6-1   | 4-0    | KF Shkëndija          | 66 |
| 67 | Phase de poules, groupe H : J1/J5 | SC Braga         | 1-1   |       | 2-2    | KAA La Gantoise       | 71 |
| 68 | Phase de poules, groupe H : J2/J6 | KAA La Gantoise  | 2-0   |       | 1-0    | Konyaspor             | 72 |
| 69 | Phase de poules, groupe H : J3/J4 | Chakhtar Donetsk | 5-0   |       | 5-3    | KAA La Gantoise       | 70 |
| 73 | 1/16 de finale                    | KAA La Gantoise  | 1-0   | 3-2   | 2-2    | Tottenham Hotspur     | 74 |
| 75 | 1/8 de finale                     | KAA La Gantoise  | 2-5   | 3-6   | 1-1    | KRC Genk              | 76 |

## 2017-2018
Ligue Europa :
|    | Tour                            | Club            | Aller | Total | Retour | Club                |    |
| -- | ------------------------------- | --------------- | ----- | ----- | ------ | ------------------- | -- |
| 77 | Troisième tour de qualification | KAA La Gantoise | 1-1   | 2-4   | 1-3    | SC Rheindorf Altach | 78 |

## 2018-2019
Ligue Europa :
|    | Tour                            | Club                  | Aller | Total | Retour | Club                  |    |
| -- | ------------------------------- | --------------------- | ----- | ----- | ------ | --------------------- | -- |
| 79 | Troisième tour de qualification | Jagiellonia Białystok | 0-1   | 1-4   | 1-3    | KAA La Gantoise       | 80 |
| 81 | Barrages                        | KAA La Gantoise       | 0-0   | 0-2   | 0-2    | Girondins de Bordeaux | 82 |

## 2019-2020
Ligue Europa :
|    | Tour                              | Club            | Aller | Total | Retour | Club                  |    |
| -- | --------------------------------- | --------------- | ----- | ----- | ------ | --------------------- | -- |
| 83 | Deuxième tour de qualification    | KAA La Gantoise | 6-3   | 7-5   | 1-2    | FC Viitorul Constanța | 84 |
| 85 | Troisième tour de qualification   | AEK Larnaca     | 1-1   | 1-4   | 0-3    | KAA La Gantoise       | 86 |
| 87 | Barrages                          | KAA La Gantoise | 2-1   | 3-2   | 1-1    | HNK Rijeka            | 88 |
| 89 | Phase de poules, groupe I : J1/J5 | KAA La Gantoise | 3-2   |       | 0-0    | AS Saint-Étienne      | 93 |
| 90 | Phase de poules, groupe I : J2/J6 | FK Oleksandria  | 1-1   |       | 1-2    | KAA La Gantoise       | 94 |
| 91 | Phase de poules, groupe I : J3/J4 | KAA La Gantoise | 2-2   |       | 3-1    | VfL Wolfsburg         | 92 |
| 95 | 1/16 de finale                    | AS Roma         | 1-0   | 2-1   | 1-1    | KAA La Gantoise       | 96 |

## 2020-2021
Ligue des champions :
|    | Tour                            | Club            | Aller | Total | Retour | Club         |    |
| -- | ------------------------------- | --------------- | ----- | ----- | ------ | ------------ | -- |
| 97 | Troisième tour de qualification | KAA La Gantoise | 2-1   | 2-1   | 2-1    | Rapid Vienne |    |
| 98 | Barrages                        | KAA La Gantoise | 1-2   | 1-5   | 0-3    | Dynamo Kiev  | 99 |

Ligue Europa :
|     | Tour                              | Club                     | Aller | Total | Retour | Club                |     |
| --- | --------------------------------- | ------------------------ | ----- | ----- | ------ | ------------------- | --- |
| 100 | Phase de poules, groupe L : J1/J5 | FC Slovan Liberec        | 1-0   |       | 2-1    | KAA La Gantoise     | 104 |
| 101 | Phase de poules, groupe L : J2/J6 | KAA La Gantoise          | 1-4   |       | 1-4    | TSG 1899 Hoffenheim | 105 |
| 102 | Phase de poules, groupe L : J3/J4 | Étoile rouge de Belgrade | 2-1   |       | 2-0    | KAA La Gantoise     | 103 |

## 2021-2022
Ligue Europa Conférence :
|     | Tour                              | Club                 | Aller | Total | Retour | Club                  |     |
| --- | --------------------------------- | -------------------- | ----- | ----- | ------ | --------------------- | --- |
| 104 | Deuxième tour de qualification    | KAA La Gantoise      | 4-0   | 4-2   | 0-2    | Vålerenga Fotball     | 105 |
| 106 | Troisième tour de qualification   | KAA La Gantoise      | 2-2   | 3-2   | 1-0    | FK RFS                | 107 |
| 108 | Barrages                          | Raków Częstochowa    | 1-0   | 1-3   | 0-3    | KAA La Gantoise       | 109 |
| 110 | Phase de poules, groupe B : J1/J6 | FC Flora Tallinn     | 0-1   |       | 0-1    | KAA La Gantoise       | 115 |
| 111 | Phase de poules, groupe B : J2/J5 | KAA La Gantoise      | 2-0   |       | 0-1    | Anórthosis Famagouste | 114 |
| 112 | Phase de poules, groupe B : J3/J4 | FK Partizan Belgrade | 0-1   |       | 1-1    | KAA La Gantoise       | 113 |
| 116 | 1/8 de finale                     | PAOK Salonique       | 1-0   | 3-1   | 2-1    | KAA La Gantoise       | 117 |

## 2022-2023
Ligue Europa :
|     | Tour     | Club            | Aller | Total | Retour | Club           |     |
| --- | -------- | --------------- | ----- | ----- | ------ | -------------- | --- |
| 118 | Barrages | KAA La Gantoise | 0-2   | 0-4   | 0-2    | Omónia Nicosie | 119 |

Ligue Europa Conférence :
|     | Tour                              | Club            | Aller | Total      | Retour | Club                   |     |
| --- | --------------------------------- | --------------- | ----- | ---------- | ------ | ---------------------- | --- |
| 120 | Phase de poules, groupe F : J1/J6 | Molde FK        | 0-0   |            | 0-4    | KAA La Gantoise        | 125 |
| 121 | Phase de poules, groupe F : J2/J5 | KAA La Gantoise | 3-0   |            | 1-1    | Shamrock Rovers FC     | 124 |
| 122 | Phase de poules, groupe F : J3/J4 | KAA La Gantoise | 0-1   |            | 2-4    | Djurgårdens IF         | 123 |
| 126 | Barrages                          | Qarabağ FK      | 1-0   | 1-1 3-5tab | 0-1    | KAA La Gantoise        | 127 |
| 128 | 1/8 de finale                     | KAA La Gantoise | 1-1   | 5-2        | 4-1    | İstanbul Başakşehir FK | 129 |
| 130 | 1/4 de finale                     | KAA La Gantoise | 1-1   | 2-5        | 1-4    | West Ham United        | 131 |

## 2023-2024
Ligue Europa Conférence :
|     | Tour                              | Club            | Aller | Total | Retour | Club                 |     |
| --- | --------------------------------- | --------------- | ----- | ----- | ------ | -------------------- | --- |
| 132 | Deuxième tour de qualification    | KAA La Gantoise | 5-1   | 10-3  | 5-2    | MŠK Žilina           | 133 |
| 134 | Troisième tour de qualification   | KAA La Gantoise | 5-0   | 6-2   | 1-2    | Pogoń Szczecin       | 135 |
| 136 | Barrages                          | KAA La Gantoise | 2-0   | 4-1   | 2-1    | APOEL Nicosie        | 137 |
| 138 | Phase de poules, groupe B : J1/J5 | Zorya Louhansk  | 1-1   |       | 1-4    | KAA La Gantoise      | 142 |
| 139 | Phase de poules, groupe B : J2/J6 | KAA La Gantoise | 2-0   |       | 1-3    | Maccabi Tel-Aviv     | 143 |
| 140 | Phase de poules, groupe B : J3/J4 | KAA La Gantoise | 5-0   |       | 3-2    | Breiðablik Kópavogur | 141 |
| 144 | Barrages                          | Maccabi Haïfa   | 1-0   | 2-1   | 1-1    | KAA La Gantoise      | 145 |

## 2024-2025
Ligue Conférence :
|     | Tour                            | Club                 | Aller | Total | Retour | Club                |     |
| --- | ------------------------------- | -------------------- | ----- | ----- | ------ | ------------------- | --- |
| 146 | Deuxième tour de qualification  | KAA La Gantoise      | 4-1   | 7-1   | 3-0    | Víkingur Gøta       | 147 |
| 148 | Troisième tour de qualification | Silkeborg IF         | 2-2   | 4-5   | 2-3    | KAA La Gantoise     | 149 |
| 150 | Barrages                        | FK Partizan Belgrade | 0-1   | 0-2   | 0-1    | KAA La Gantoise     | 151 |
| 152 | Phase de ligue : J1             | Chelsea FC           |       | 4-2   |        | KAA La Gantoise     |     |
| 153 | Phase de ligue : J2             | KAA La Gantoise      |       | 2-1   |        | Molde FK            |     |
| 154 | Phase de ligue : J3             | KAA La Gantoise      |       | 1-0   |        | Omónia Nicosie      |     |
| 155 | Phase de ligue : J4             | FC Lugano            |       | 2-0   |        | KAA La Gantoise     |     |
| 156 | Phase de ligue : J5             | KAA La Gantoise      |       | -     |        | FK TSC Bačka Topola |     |
| 157 | Phase de ligue : J6             | Larne FC             |       | -     |        | KAA La Gantoise     |     |

## Bilan
Mise à jour après le match VfL Wolfsbourg - La Gantoise le 08/03/2016.
- 62 matches en Coupe d'Europe (C1, C2, C3) (en comptant les matchs rejoués et de barrages), 88 avec la Coupe Intertoto.

| Coupe                                  | Matchs joués | Victoires | Nuls | Défaites | Buts marqués | Buts encaissés |
| -------------------------------------- | ------------ | --------- | ---- | -------- | ------------ | -------------- |
| Ligue des champions                    | 10           | 3         | 1    | 6        | 11           | 17             |
| Coupe d'Europe des vainqueurs de Coupe | 4            | 1         | 1    | 2        | 2            | 5              |
| Ligue Europa                           | 16           | 6         | 1    | 9        | 18           | 32             |
| Coupe UEFA                             | 24           | 8         | 7    | 9        | 25           | 36             |
| Coupe des villes de foires             | 8            | 1         | 2    | 5        | 5            | 15             |
| Coupe Intertoto                        | 26           | 10        | 6    | 10       | 28           | 30             |
| TOTAL                                  | 62           | 19        | 12   | 31       | 61           | 105            |
| TOTAL 2*                               | 88           | 29        | 18   | 41       | 89           | 135            |

* Total 2 en incluant la Coupe Intertoto.

### Adversaires européens
| - Werder Brême - FC Cologne - Eintracht Francfort - Hambourg SV - TSG 1899 Hoffenheim - VfL Wolfsbourg - Tottenham Hotspur - West Ham United - SC Rheindorf Altach - Rapid Vienne - Qarabağ FK - KRC Genk - Naftan Novopolotsk - NK Čelik Zenica - Levski Sofia - AEK Larnaca - APOEL Nicosie - Omónia Nicosie - HNK Rijeka - AaB Ålborg - Celtic Glasgow - Kilmarnock FC - Málaga CF - Valence CF - FC Flora Tallinn - Girondins de Bordeaux |  | - RC Lens - Lille OSC - Olympique lyonnais - Paris Saint-Germain - AS Saint-Étienne - PAOK Salonique - Videoton FC - Bohemian FC - Shamrock Rovers FC - St. Patrick's Athletic - Cliftonville FC - ÍA Akranes - Breiðablik Kópavogur - Fylkir Reykjavík - Maccabi Haïfa - Maccabi Tel-Aviv - AS Rome - FK RFS - AS La Jeunesse d'Esch - FC Differdange 03 - KF Shkëndija - FK Vardar Skopje - Molde FK - Vålerenga Fotball - Ajax Amsterdam - HFC Haarlem |  | - Feyenoord Rotterdam - Jagiellonia Białystok - Raków Częstochowa - Pogoń Szczecin - SC Braga - Sporting Portugal - FC Slovan Liberec - FC Tescoma Zlín - Sportul Studenţesc - FC Viitorul Constanța - Dynamo Moscou - Zénith Saint-Pétersbourg - Étoile rouge de Belgrade - FK Partizan Belgrade - MŠK Žilina - Djurgårdens IF - IFK Göteborg - Kalmar FF - Lausanne-Sport - Grasshopper-Club Zürich - İstanbul Başakşehir FK - Konyaspor - Chakhtar Donetsk - Dynamo Kiev - Zorya Louhansk - FK Oleksandria |